# Münzstätte Gotha
In der Zeit der Entwicklung des Marktfleckens zur Stadt Gotha etwa 1150 fällt auch die Gründung der Münzstätte Gotha. Die ersten Groschenprägungen erfolgten nach der vorübergehenden Verlegung der Münzstätte Freiberg um 1424 nach Gotha. Spätestens 1482, noch unter Wilhelm III. (1445–1482), Herzog von Sachsen und Landgraf von Thüringen, musste die Münze ihren Betrieb einstellen. Im Jahre 1650 errichtete Herzog Ernst der Fromme (1640–1675) in seiner Residenz in Gotha in Räumen des Westflügels des Schlosses Friedenstein die Münzstätte für sein Herzogtum Sachsen-Gotha. Von etwa 1684 bis 1776 befand sich die Münze im Wallgraben des Schlosses. Die 1828 unter Herzog Ernst I. (1826–1844) von Sachsen-Coburg und Gotha errichtete „Neue Münze“ stellte nach nur zehnjähriger Betriebszeit ihren Betrieb ein.

## Geschichte

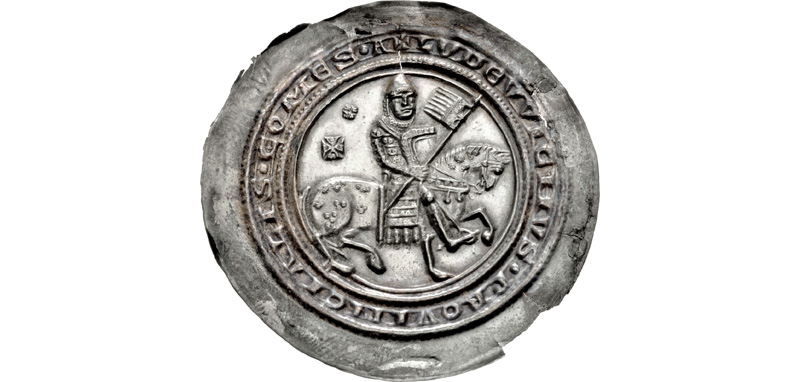
Ludwig III. (Thüringen) (1172–1190), Landgraf von Thüringen, Reiterbrakteat um 1180, Münzstätten Eisenach/Gotha

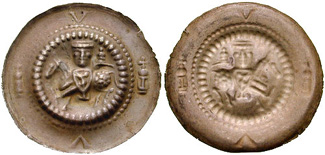
Albrecht der Entartete (1288–1307), Markgraf von Meißen und Landgraf von Thüringen, Reiterbrakteat, Münzstätte Gotha

### Brakteatenzeit
Wahrscheinlich noch unter Ludwig II. (1140–1172) oder bereits unter Ludwig III. wurde die Münzstätte Gotha als zweite Münze der Landgrafen von Thüringen errichtet. Die Hauptmünzstätte mit dem größeren Prägevolumen befand sich in Eisenach.
Für die Thüringer Landgrafen ist der Reiterbrakteat der Münzstätten Eisenach und Gotha von etwa 1150 bis 1247, geprägt unter den Ludowingern und ab 1247 bis etwa 1290 unter den Wettinern nach der Vereinigung von Meißen und Thüringen, die typische Pfennigmünze. Brakteaten mit dem Namen der Münzstätte wurden erstmals im Münzschatzfund von 1909 in der Nähe von Ohrdruf entdeckt. Neben Reiterbrakteaten mit Buchstaben und Türmen als Hohlrandverzierung waren auch solche mit der Hohlrandinschrift G-O-T-A enthalten. Die genaue stilistische Übereinstimmung mit den anderen Reiterbrakteaten mit Türmen und Buchstaben gilt als Beleg dafür, dass diese Münzen mit hoher Wahrscheinlichkeit ebenfalls in der Münzstätte Gotha geschlagen worden. Gegen Ende des 13. Jahrhunderts erscheinen Brakteaten mit thronendem Landgrafen und dem Buchstaben A. Der Buchstabe A mit darüber schwebendem Kugelkreuz ist in gleicher Form auf den Reiterbrakteaten mit der Inschrift G-O-T-A vorhanden.
Aus dem Jahr 1340 gibt es einen urkundlichen Beleg für die Verpachtung der Münzstätte an den Stadtrat von Gotha.

### Groschenzeit
Seit Mitte des 14. Jahrhunderts sind Meißner Groschen der Markgrafen von Meißen aus ihrer Münzstätte Freiberg im Zahlungsverkehr in Thüringen nachgewiesen. Sie wurde 1338/39 erstmals in Freiberg geprägt. Im Jahr 1391 wurde zum ersten Mal in der meißnischen Groschengeschichte außerhalb der Landesmünzstätte Freiberg in der Münzstätte Sangerhausen Groschen geprägt. Pfennige (Brakteaten) blieben dennoch im 14. Jahrhundert die Hauptgeldsorte für den größten Teil der Bevölkerung im sächsisch-thüringischen Raum.
KRUG gibt dafür Preisbeispiele an:
| 1324     | ein Huhn 2 Pfennige                 |
|          | ein Lammbauch 8 Pfennige            |
| vor 1382 | ein Mastschwein 360 Pfennige        |
|          | ein junges Schwein 180 Pfennige     |
| 1382     | ein Schock Eier 10 Pfennige         |
|          | acht Ellen Leinentuch 54 Pfennige   |
|          | einen Hafen Butter 40 Pfennige      |
|          | ein Stück frische Butter 3 Pfennige |
| 1395     | sechs Hühner 48 Pfennige            |

Zur neuen Groschenwährung, den Breiten Groschen  und zur Ablösung der „breiten Brakteaten“ wurde eine neue Pfennigmünze, der Hohlpfennig, zu neun Stück auf den Groschen geschaffen. Die Münzstätte Gotha war eine der ersten in Thüringen, in der die neuen Pfennige hergestellt wurden. Im Jahr 1352 wird der Gothaer Münzmeister Berlt Printz erwähnt, unter dem die ersten Gothaer Pfennige wahrscheinlich geschlagen wurden. Die ersten sechs Hohlpfennigtypen tragen die Umschriften und Bilder:
- GOTA, große Krone mit Lilienornament
- GOTA, großes A
- GOTA, großes E[6]
- GOTA, lockiger Kopf mit Lilien (?)[7]
- IN GOTA, barhäuptiger Kopf nach links
- IN GOTA, barhäuptiger Kopf nach rechts

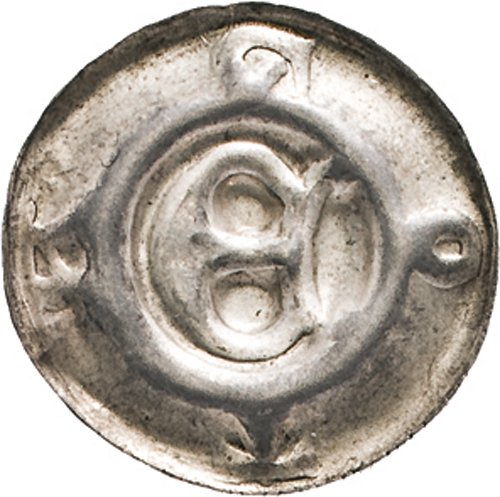
Elisabeth von Arnshaugk (* 1286, † 1359), Gothaer Hohlpfennig als Teil der Breiten Groschen

Die Bedeutung des Buchstabens A auf dem Hohlpfennig ist nicht bekannt. Das große gotische E kennzeichnet eine Prägung der Witwe des Markgrafen von Meißen und Landgrafen von Thüringen Friedrichs I. (1307–1323). Die Pfennige wurden in der Regierungszeit Friedrich II. (1329–1342) geprägt. Die Witwe Friedrichs I., Mark- und Landgräfin Elisabeth (* 1286, † 1359), besaß Gotha als Witwensitz.
Nach der Münzvereinbarung von 1381 zwischen den fünf Städten Eisenach, Gotha, Jena, Langensalza und Weißensee wurden mit Billigung Friedrichs III. (1349–1381) zwei neue Hohlpfennigtypen zu acht Stück auf den Meißner Groschen geschlagen. Die Pfennige der Stadt Gotha, geprägt unter meißnischer Aufsicht, tragen die Umschriften und Münzbilder:
- GOThA, zwei gegeneinander gesetzte Kronen in gekippter Lage
- GOThA, zwei gegeneinander gesetzte Kronen in horizontaler Lage[10]

Sie wurden bis in die erste Hälfte des 15. Jahrhunderts geprägt. Urkundlich belegt ist, dass 1404 der Gothaer Münzmeister Hans von Smyre den Auftrag erhielt, Pfennige im vorgeschriebenen Fein- und Raugewicht zu prägen. Im Jahre 1412 wurde Hans Martersteck als Wechsler eingesetzt und zugleich als künftiger Münzmeister vorgesehen.

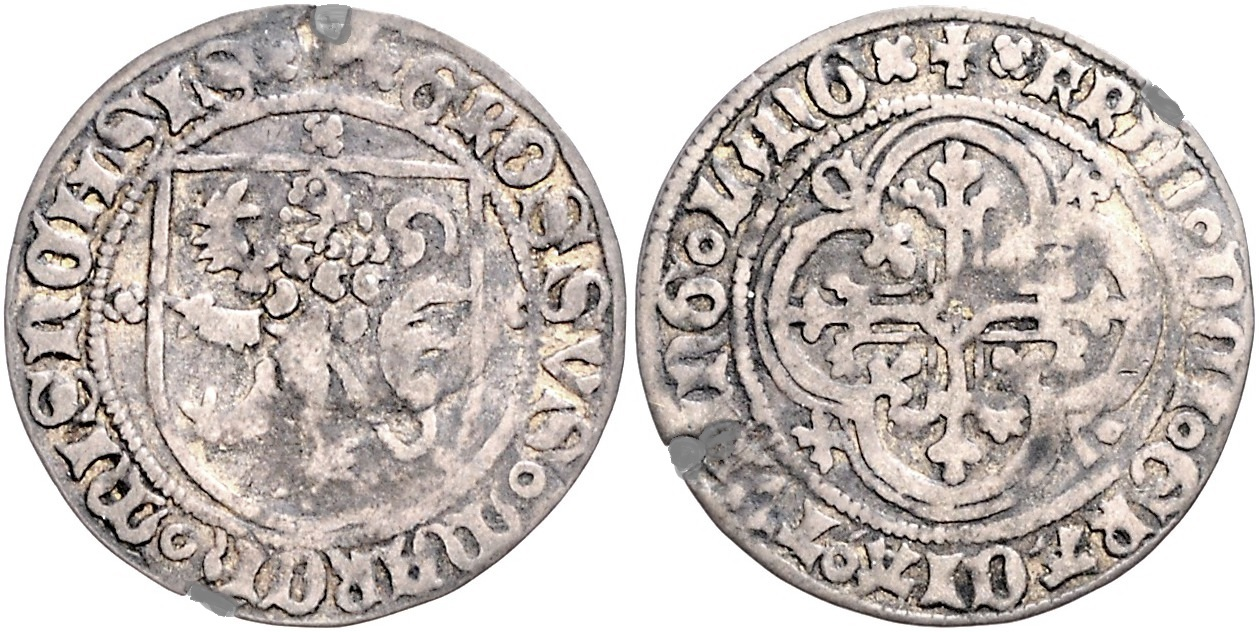
Schildgroschen (Schildiger Groschen) Friedrichs IV. des Streitbaren aus der Münzstätte Gotha, geprägt nach dem Vorbild der ersten Ausgabe von 1405/1412. Dieser bildgleiche Schildgroschen wurde jedoch erst 1425/1428 geprägt.

Um 1424 verlegte Markgraf Friedrich der Streitbare (1381–1428), seit 1423 Kurfürst von Sachsen, vermutlich aus Sicherheitsgründen (Hussitenkriege) vorübergehend die Hauptmünzstätte Freiberg nach Gotha. Hier ließ er in Gemeinschaft mit seinem Bruder Markgraf Wilhelm II. (1407–1425) von Meißen und seinem Vetter Landgraf Friedrich dem Friedfertigen (1406–1440) von Thüringen um 1424/25 Schildgroschen prägen. Nach dem Tod Wilhelms II. prägte der Kurfürst bis zu seinem Tod im Jahre 1428 in Gotha den Groschentyp weiter.
Unter Landgraf Friedrich wurden ab 1425 bis 1432 in Gotha Schockgroschen oder Kleine Groschen im Wert von ⅓ Schildgroschen oder 3 Pfennigen vom Typ der alten Meißner Groschen mit Buchstabenzeichen f vor dem Löwen sowie Münzzeichen 4-blättrige Rose geprägt. Die heute seltenen Groschen blieben nicht im Land, sondern wurden wahrscheinlich wegen ihres zu hohen Silbergehaltes zur Herstellung von geringhaltigem fremdem Geld eingeschmolzen.

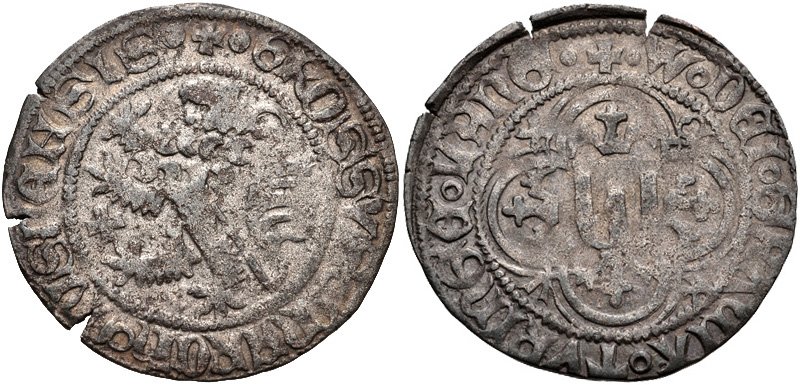
Landgraf Wilhelm III., Neuer Schockgroschen o. J. (1445–1451), Münzstätte Gotha

Kurfürst Friedrich II. (1428–1464) von Sachsen münzte größtenteils mit seinen Anverwandten. In Gotha ließ er im kurzen Zeitraum von 1437 bis 1443 Schildgroschen nur unter seinem Namen schlagen.
Herzog und Landgraf Wilhelm III. (1445–1482) prägte unter seinem alleinigen Namen in der Münzstätte Gotha im Zeitraum von 1445 bis 1465 Judenkopfgroschen, Schildgroschen, Neue Schockgroschen und Hohlpfennige (Landsberger Pfennige). Im Zeitraum von 1457 bis 1464 kamen noch Großgroschen, Rautengroschen und einseitige Pfennige zur Ausprägung. Ab 1465 prägte Wilhelm wieder in Gemeinschaft mit seinen Vettern in den Münzstätten Freiberg, Gotha, Leipzig, Wittenberg und Zwickau sowie mit der Kurfürstin Margaretha in der Münzstätte Colditz (siehe auch Spitzgroschen und Colditzer Margarethengroschen).
Spätestens 1482, mit dem Tod Wilhelms III., musste die Gothaer Münze ihren Betrieb einstellen. (Die Weimarer Münze war bereits geschlossen worden, als Wilhelm seine Alleinprägungen aufgegeben hatte.)

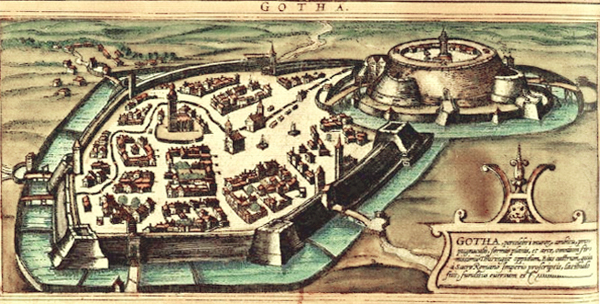
Gotha mit der Burg Grimmenstein (Holzschnitt von 1572). Auf der Burg wurden die Gedenkmünzen von 1553 und die Notklippen während der Belagerung von 1567 geprägt.

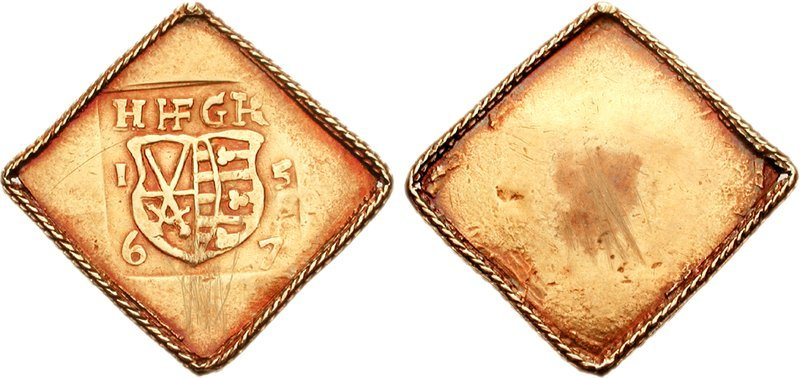
Dukat, Feldklippe von 1567, geprägt auf Burg Grimmenstein in Gotha

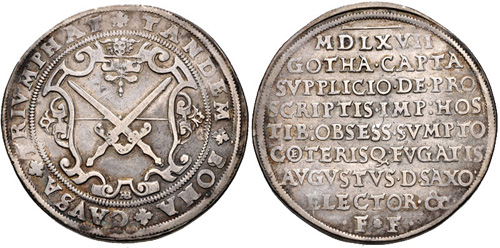
Kurfürst August, Guldengroschen (Taler) 1567, auf die Einnahme von Gotha

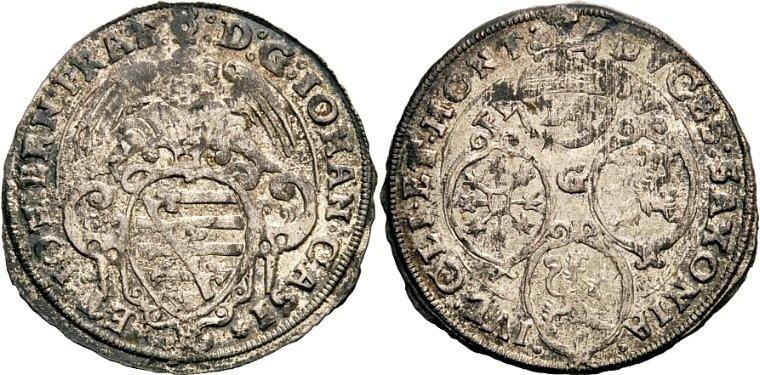
Kipper-24 Kreuzer (Sechsbätzner) o. J. (1621), Münzmeister Wolf Frömell, Gotha

### Talerzeit

#### 1545–1622
Im Jahr 1545 brannte die stillgelegte Münze im Hause „Zum Einhorn“ in der Salzgasse ab.
Die zwei Gedenkmünzen, ein Gothaer Schreckenberger und eine Gedenkmünze in der Größe der Schreckenberger, beide von 1553, wurden auf dem Grimmenstein in Gotha vom Saalfelder Münzmeister Gregor Einkorn unter Herzog Johann Friedrich dem Großmütigen (1532–1547–1554) geprägt. Beide Münzen zeigen unter anderem den sächsischen Kurschild, obwohl der Kurfürstentitel der Ernestiner nach der Schlacht bei Mühlberg 1547 vom Kaiser an die Albertiner übertragen worden war. Der Kurschild auf den ernestinischen Münzen musste auf den albertinischen Kurfürsten provozierend gewirkt haben. Herzog Johann Friedrich der Mittlere, Sohn Johann Friedrichs des Großmütigen, versuchte die Kurwürde und das verlorene Kurland zurückzugewinnen. Er verband sich mit dem wegen der Ermordung des Bischofs von Würzburg geächteten fränkischen Edelmann Wilhelm von Grumbach (Grumbachsche Händel). Daraufhin belagerten kaiserliche Truppen unter dem Befehl des sächsischen Kurfürsten August (1553–1586) die Stadt Gotha und den Grimmenstein. Während der Belagerung wurden zur Deckung der innerstädtischen Geldausgaben auf dem Grimmenstein Notklippen (Belagerungsmünzen) mit dem kursächsischen Wappenschild, der Jahreszahl 1567 und den Buchstaben H HF G K (Herzog Hans Friedrich geborener Kurfürst) ebenfalls unter der Leitung des Münzmeisters Gregor Einkorn geschlagen. Die Talerklippen zeigen mitunter noch ein G für Grimmenstein oder Gotha. Mit der Gefangennahme Johann Friedrichs wurde auch die Tätigkeit des Saalfelder Münzmeisters Einkorn beendet. Die vom Herzog befohlene widerrechtliche Gestaltung der Gothaer Belagerungsklippen musste der Münzmeister mit seiner Entlassung büßen.
Im Ergebnis der Auseinandersetzung von 1566/67 wurde Gotha zerstört und der Grimmenstein bis auf die Grundmauern niedergerissen. Der Herzog blieb bis zu seinem Lebensende in kaiserlichem Gewahrsam. Grumbach wurde am 18. April 1567 gevierteilt.

##### Gedenktaler auf die Einnahme Gothas
Der Kurfürst ließ 1567 in seiner Münzstätte Dresden einen Gedenktaler (Guldengroschen) auf die Einnahme Gothas mit demonstrativ großem Kurschild prägen. Die Übersetzung der lateinischen Umschrift lautet: „Endlich siegt die gute Sache“ und die Inschrift auf der Rückseite: „Als im Jahre 1567 die Stadt Gotha eingenommen, die Strafe an den geächteten belagerten Reichsfeinden vollzogen und die übrigen in die Flucht geschlagen worden, ließ August, Herzog zu Sachsen und Kurfürst, (diese Münze) machen.“ (Übersetzung nach HAUPT)

##### Kipper- und Wipperzeit
In der Zeit der Geldverfälschung, der Kipper- und Wipperzeit, bestanden zwischen 1621 und 1623 in Thüringen zirka 50 Kippermünzstätten. Die 1621 in der Mahlmühle am Schlossberg eingerichtete Kippermünzstätte Gotha prägte für Herzog Johann Casimir (1596–1633) von Sachsen-Coburg die heute sehr seltenen Kippermünzen. Bekannt sind lediglich folgende Nominale:
- Doppelguldentaler (Kippertaler) 1622 zu 40 Groschen, Mmz. Planetensymbol für Venus (oder Kupfer), Münzmeister Johann Stopffel (2. Januar bis 25. Juli 1622)[18]
- 6 Bätzner (= 24 Kreuzer) o. J. (1621), Mmz. Planetensymbol für Merkur (oder Quecksilber), Münzmeister Wolf Frömells (August 1621 bis 2. Januar 1622)[19]
- 6 Bätzer (= 24 Kreuzer) 1622, Mmz. Johann Stopffels
- 3 Kreuzer o. J. (1622), Mmz. Johann Stopffels

Sämtliche Gothaer Kippermünzen tragen ein G für Gotha.
Am 25. Juli 1622 ließ Johann Kasimir seine drei Kippermünzstätten Hildburghausen, Neustadt a. d. Heide und Gotha schließen.
Siehe auch:
- Kippermünzstätten (Kursachsen)
- Einschmelzen vollwertiger Reichstaler

#### 1650–1838

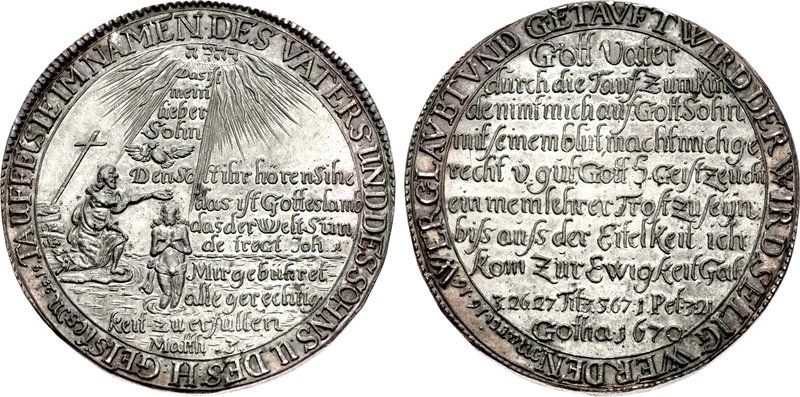
Sachsen-Gotha, Herzog Ernst I., Reichstaler (breiter Taler, Tauftaler) 1670, Stempelschneider J. C. Freund

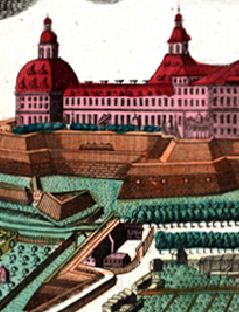
Gebäudegruppe (Schloss Friedenstein) der Münze im Wallgraben. Ausschnitt aus dem Kupferstich von H. A. König und M. Seutter um 1740

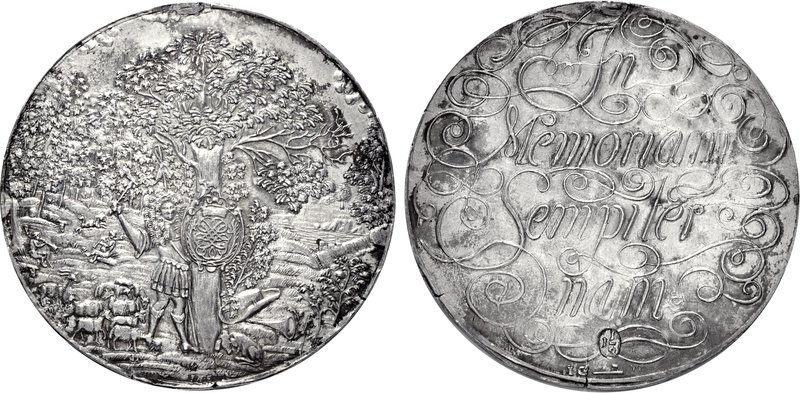
Sachsen-Gotha-Altenburg, Friedrich I. (1675–1691), 1½facher Schautaler o. J. (1683/88), Mmz. IGW, Münzmeister J. G. Wichmannshausen, Münzstätte Gotha

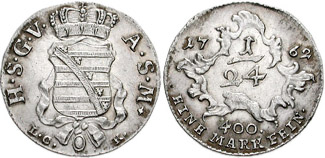
Sachsen-Gotha-Altenburg, Herzog Friedrich III., ⅟24 Taler 1762, Münzstätte Gotha

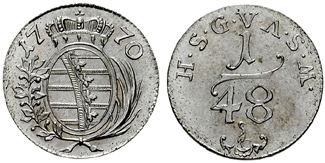
Sachsen-Gotha-Altenburg, Herzog Friedrich III., ⅟48 Taler 1770, Münzstätte Gotha

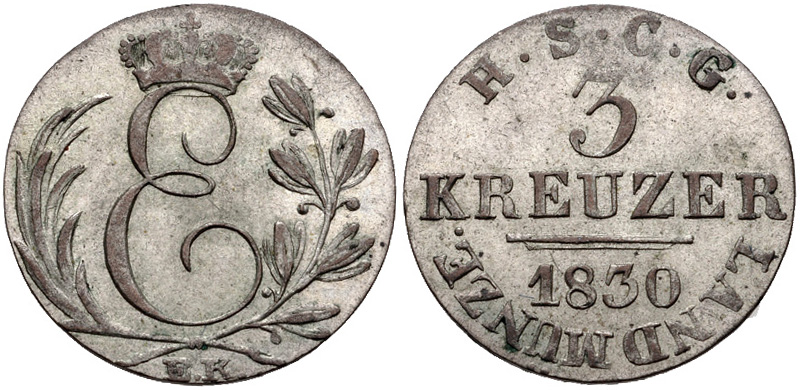
Sachsen-Coburg und Gotha, Herzog Ernst I., 3 Kreuzer 1830, Münzstätte Gotha („Neue Münze“)

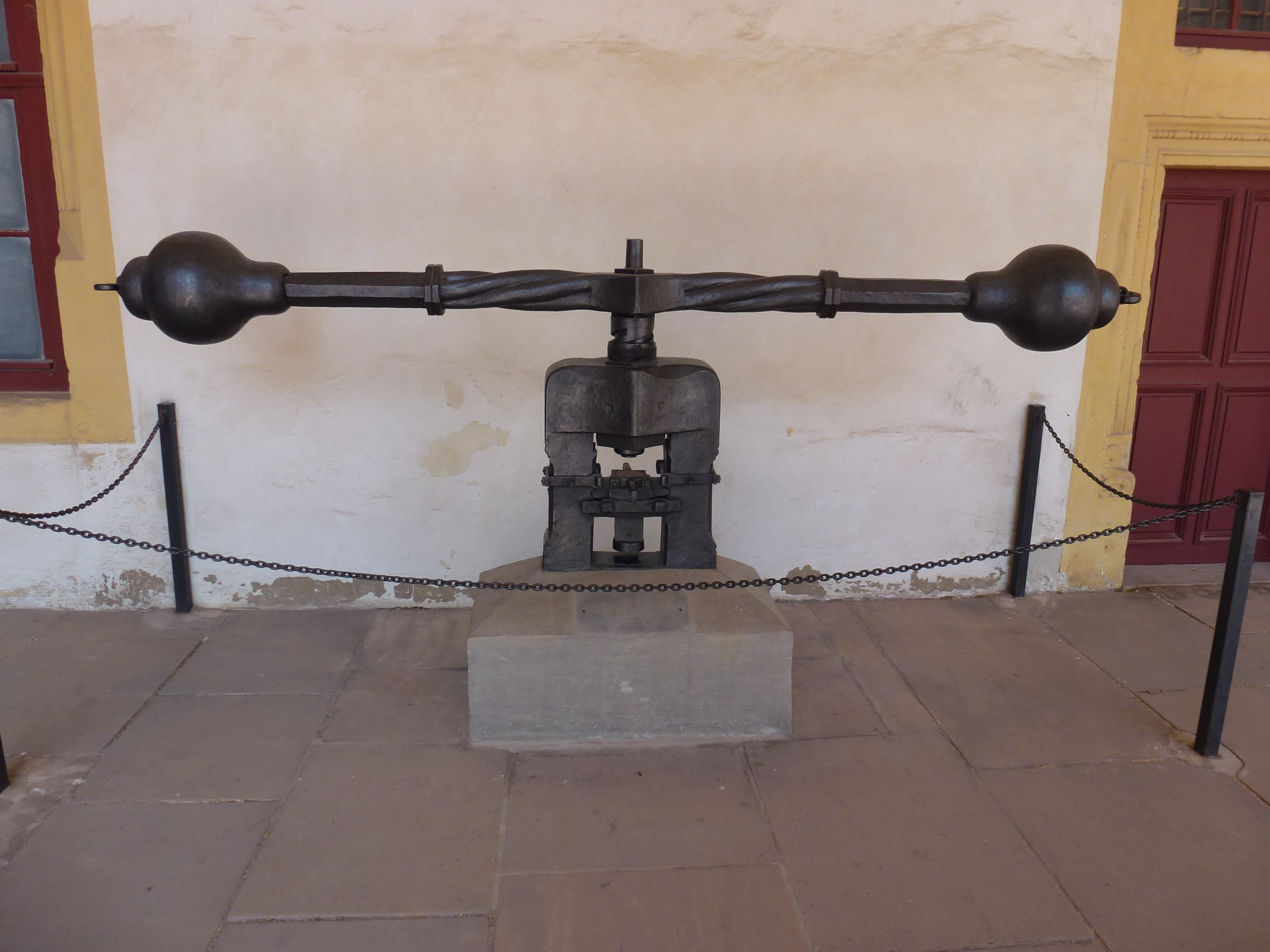
Großes Prägewerk (Spindelpresse) der Münzstätte Gotha, Mitte 18. Jahrhundert

Herzog Ernst der Fromme (1640–1675) errichtete 1650 in seiner Residenz Gotha eine neue Münzstätte für sein Herzogtum Sachsen-Gotha. Der Standort befand sich in Räumen des Westflügels des Residenzschlosses Friedenstein. STEGUWEIT beschreibt die Lage im Schloss:
Die Räume der Münze schlossen sich an die Durchfahrt Mitte des Westflügels in Richtung Westturm an, genau dort, wo sich heute der Zugang zur Schlossgaststätte (früher Pferdestall) befindet.
Bis zum Tod des Herzogs hatte die Münzstätte nur geringe Bedeutung und wurde nur sporadisch betrieben. Geldgeschichtlich waren seine Münzen kaum von Bedeutung. Bei den Reichstalern lag die Stückzahl meist deutlich unter 1000. Die teilweise mit Verlust hergestellten Prägungen Ernst des Frommen zeugen vielmehr von seiner tief religiösen Grundhaltung. Vor allem die sogenannten Katechismustaler (Reichstaler), namentlich der Glaubenstaler von 1668 und 1671, der Sterbetaler von 1668 und 1671, der Hochzeitstaler von 1669 und 1671, der Tauftaler von 1670/71 und der Seligkeitstaler von 1672, sind dafür beispielgebend. Der Anlass für die Prägung der Tauftaler war die Taufe der ersten Enkelin Ernsts des Frommen im Jahre 1670. Der Taler diente wahrscheinlich als Vorlage für die im 17. und 18. Jahrhundert in größeren Stückzahlen in Zellerfeld geprägten talerförmigen Medaillen, die oft als Patengeschenk benutzt wurden.
Sein Sohn und Nachfolger, Herzog Friedrich I. (1675–1691) von Sachsen-Gotha-Altenburg stellte 1677 mit Georg Friedrich Staude einen eigenen Münzmeister an und vergrößerte die Münze. Die gothaische Landesteilung von 1680 nützte Friedrich I. für die Verlegung der Kreismünzstätte Saalfeld nach Gotha. Im gleichen Jahr wurde in der Stadt zusätzlich eine neue Münze errichtet. Dazu und zur Münzstätte im Schloss und im Wallgraben schreibt STEGUWEIT:
Ebenfalls 1680 wurde in der Stadt, im Zuchthaus, nahe dem Erfurter Tor vorübergehend zusätzlich eine „Neue Müntze“ errichtet. […] Dieses „Zucht- oder Neue Müntzhaus“ ist ein noch im Wesentlichen erhaltener mächtiger Steinbau, der sich von der Erfurter bis zur Mönchelstraße erstreckt. […] Die „Neue Müntze im Zuchthaus am Erfurter Tor“ wird nach 1683 nicht mehr erwähnt. […] Vermutlich ebenfalls 1684 wird der Münzstättenteil im Westflügel des Schlosses […] aufgehoben worden sein. An deren Stelle lassen sich zwei neue Gebäude nachweisen, in denen bis zur Einstellung des Prägebetriebes im Jahre 1776 gearbeitet worden ist. […] Da ist zunächst eine „Münze auf dem Wall“, für deren Existenz ein Fortifikationsplan des Schlosses Friedenstein aus dem Jahre 1752 den wichtigsten Beleg liefert.
Die im Zinnaischen Fuß bis 1690 geprägten ⅔ Taler wurden wesentlicher Bestandteil der Talerwährung im Herzogtum. Mit der Herabsetzung des Feingehaltes der ⅔ Taler im letzten Viertel des 17. Jahrhunderts (sogenannte zweite Kipperzeit) verbunden mit erheblicher Produktionssteigerung erzielte der Herzog erheblichen Gewinn. Dennoch sind in dieser Zeit auch hochwertige und künstlerisch wertvolle Prägungen entstanden. Der Schautaler mit der Inschrift IN / MEMORIAM / SEMPITER / NAM (zum ewigen Gedenken) des Münzgraveurs und Medailleurs Johann Georg Sorberger, wurde vom nachfolgende Münzstempelschneider und Medailleur Christian Wermuth später kopierte und zeugt von beachtlicher Stempelschneidekunst. Die Gedenktalerstücke wurden in Varianten 1681/83 und 1683/88 geprägt. Der Prägeanlass war nach allgemeiner Deutung die Aufnahme des Herzogs in den Orden der Pegnitzschäfer im Jahr 1681.
Die unter Herzog Friedrich II. (1691–1732) geprägten ⅔ Kuranttaler entsprachen wieder dem 1690 eingeführten Leipziger Fuß und die Reichstaler dem Reichsfuß. Das Hauptprägevolumen der Münzstätte waren jedoch Kleinmünzen.
Mit der Einführung der in großen Mengen unter Herzog Friedrich III. (1732–1773) und unter der Leitung des Münzmeisters Ludwig Christian Koch geprägten geringhaltigen Groschen und Halbgroschen (Sechser) erhoffte sich die Regierung großen Gewinn. Die in riesigen Mengen geprägten Scheidemünzen, von 1755 bis Anfang 1766 waren es 1.870.447 Groschen und 5.616.093 Halbgroschen, sollten nicht nur den eigenen Bedarf decken. Die herzogliche Regierung erwartete gewinnbringenden Export des geringhaltigen Geldes in die Nachbarländer. Da die Anrainerstaaten ebenfalls wertgeminderte Kleinmünzen prägten, die dem Herzogtum Sachsen-Gotha-Altenburg zuströmten, war diese Geldpolitik zum Scheitern verurteilt.
Unter Herzog Ernst II. (1772–1804) musste die Münzstätte ihren Betrieb einstellen. Das gewaltige Volumen thüringischer Kleinmünzen und das zugeflossene ausländische Geld waren wahrscheinlich wesentliche Gründe für die Betriebsruhe der Münzstätte von 1776 bis 1828. Konventionstaler mit der Jahreszahl 1776 sind die letzten Prägungen der „Münze im Wallgraben“, der „Alten Münze“ Gotha. Die alten Münzgebäude ließ der Herzog 1799 abreißen.
Der Tod Herzog Friedrichs IV. (1822–1825) von Sachsen-Gotha-Altenburg löste unter den verbliebenen ernestinischen Linien eine Neuaufteilung ernestinischer Gebiete aus. Herzog Ernst I. aus der früheren Linie Sachsen-Coburg-Saalfeld hatte die Münzstätte Saalfeld zusammen mit dem Fürstentum Saalfeld an Sachsen-Meiningen abgetreten. Wahrscheinlich wollte der Herzog um jeden Preis Ersatz für den Verlust der Münzstätte schaffen. Im Jahre 1828 wurde unter Ernst I. von Sachsen-Coburg und Gothas die „Neue Münze“ eingerichtet. Im gleichen Jahr stellte der Münzmeister Ernst Kleinsteuber die ersten Münzen her. STEGUWEIT schreibt zur Lager der neuen Münze und zu den Baukosten:
Dazu wurde das herrschaftliche Gebäude „Das Paradies“ unterhalb des Schlosses bis März 1830 mit einem Gesamtkostenaufwand von fast 13.000 Talern umgebaut und zur Münzstätte eingerichtet.
Bereits 1835 wurde der Münzbetrieb nur noch eingeschränkt aufrechterhalten. Nach nur zehnjähriger Betriebszeit wurde die Münzstätte Gotha 1838 endgültig geschlossen. Sechs Jahre danach wurde das Inventar versteigert. Nur das „große Prägewerk“ (Balancier) kam nicht unter den Hammer. Der Gothaer Münzstempelschneider und Medailleur Ferdinand Helfricht präge bis zu seinem Tod 1892 darauf sein künstlerisch bedeutendes Medaillenwerk. Im Jahre 1981 wurde die Medaillenprägemaschine (Balancier) unter den Arkaden des Schlosses Friedenstein aufgestellt.
Auch nach der Schließung der Münzstätte fertigte Helfricht die meisten Münzstempel für das Herzogtum Sachsen-Coburg und Gotha nach größtenteils eigenen Entwürfen an. Die Münzprägung für das Herzogtum übernahm ab 1841 bis 1872 die Münzstätte Dresden und ab 1886 bis 1911 die Münzstätte Berlin.

## Die Nominale ab 1650
- Von 1650 bis 1776 wurden alle Nominale des Herzogtums Sachsen-Gotha(-Altenburg seit 1672) vom Heller bis zum Mehrfachdukaten geprägt.[24]
- Von 1828 bis 1838 wurden alle Nominale des Herzogtums Sachsen-Coburg und Gotha nach der Münzkonvention von 1753/63 geprägt.[25]

## Münzmeister der Münzstätte Gotha ab 1352 (unvollständig)
| Münzmeister                               | von                   | bis             | Münzmeisterzeichen                       | Bemerkung |
| ----------------------------------------- | --------------------- | --------------- | ---------------------------------------- | --- |
| Berlt Printz                              | erwähnt 1352          |                 |                                          | |
| Claus Appeld                              | erwähnt 1398          |                 |                                          | |
| Hans von Smyre                            | erwähnt 1404          |                 |                                          | |
| Hans Martersteck                          | etwa 1413             | 1436            | Kreuz ab 1428                            | |
| Hans Erhard                               | 1437                  | 1456 (?)        | Kreuz                                    | |
| Heinz Martersteck                         | 1457                  | 1478 (?)        | Kreuz, ab 1466 5-blättrige Rose          | |
| Gregor Einkorn                            | nur 1553              |                 | Kreuz mit Fußleiste und ohne Mzz.        | Gedenkprägungen des Saalfelder Münzmeisters, Burg Grimmenstein in Gotha – von 1542 bis 1547 in Goslar Prägung der Schmalkaldischen Bundestaler                                                                                                 |
| Gregor Einkorn                            | nur 1566              |                 | Mzz. G und ohne                          | Belagerungsklippen des Saalfelder Münzmeisters, Burg Grimmenstein in Gotha |
| Wolf Frömell                              | August 1621           | 12. Januar 1622 | Merkursymbol oder Quecksilber und Mzz. G | Kippermünzstätte Gotha |
| Johann Stopffel                           | 1622                  |                 | Venussymbol oder Kupfer und Mzz. G       | Kippermünzstätte Gotha |
| „Probierer“ Johann Braun                  | erwähnt 1650          |                 | I B                                      | |
| Andreas Ulrich                            | erwähnt 1661 und 1668 |                 | ohne                                     | Münzmeister in Weimar, war auch in Gotha als „Münzer“ tätig |
| Bergmeister Christoph Friedrich Schindler | 1673                  | 1676            | ohne                                     | |
| Georg Friedrich Staude                    | 1677                  | 1681            | G F S                                    | |
| Henning Müller                            | 1681                  | 1683            | H M                                      | |
| Johann Gottfried Wichmannshausen          | 1683                  | 1688            | I G W                                    | |
| Christian Fischer                         | 1688                  | 1690            | C F, F, zwei Fische                      | (* 6. April 1643 in Dresden, gestorben 6. September 1690 in Gotha). Onkel: Christoph Fischer (* 5. Oktober 1620 in Dresden, gestorben 6. Juli 1686 in Dresden), Münzmeister in Dresden; Urgroßvater: Christian Preuße, Münzmeister in Dresden; |
| Johann Thun                               | 1690                  | 1723            | I T, T                                   | |
| Andreas Helbig                            | 1723                  | 1750            | A H                                      | |
| Ludwig Christian Koch                     | 1750                  | 1776            | L C K, K                                 | Münzmeister und Medailleur. Ab 1776 ruht der Münzbetrieb der „Alten Münze“. |
| Ernst Kleinsteuber                        | 1828                  | 1832            | E K                                      | Ab 1828 „Neue Münze“ in Gotha |
| von Heldritt                              | 1832                  | 1834            | ohne                                     | |
| C. H. Hasenstein                          | 1835                  | 1836            | ohne                                     | |
| C. F. H. Credner                          | 1837                  | 1838            | ohne                                     | 1838 Schließung der Münzstätte |

## Münzgraveure der Münzstätte Gotha ab 1650 (unvollständig)
Die Münzgraveure waren auch als Medailleure tätig. Ihre Signaturen können für die zeitliche Einordnung undatierter Medaillen von Bedeutung sein.
Medailleure, die nicht als Münzgraveure tätig waren, sind hier nicht erfasst.
| Münzgraveure                  | von  | bis      | Lebensdaten    | Signatur       | Bemerkung                                           |
| ----------------------------- | ---- | -------- | -------------- | -------------- | --------------------------------------------------- |
| Wendel Elias Freund           | 1650 | 1661     | † 1665         |                | Goldschmied, Münzgraveur ohne Bestallungsverhältnis |
| Johann Christian Freund       | 1668 | 1676     | * 1644, † 1722 | I C F          | Goldschmied, Münzgraveur ohne Bestallungsverhältnis |
| Johann Georg Sorberger        | 1681 | 1687     | † 1703         | I G S          |                                                     |
| Christian Wermuth             | 1688 | 1739     | *1661, † 1739  | C W, W         |                                                     |
| Johann Christian Koch         | 1700 | 1742     | * 1680, † 1742 | K              |                                                     |
| Tobias Gräfenstein            | 1733 | 1750     |                | ohne           |                                                     |
| Ludwig Christian Koch         | 1750 | 1777     |                | L C K          | Münzmeister und Münzgraveur                         |
| Johann Wolf Heinrich Stockmar | 1753 | 1772 (?) | * 1707, † 1785 |                |                                                     |
| Valentin Christoph Weiß       | 1753 | 1772 (?) |                |                |                                                     |
| Johann Theodor Stockmar       | 1774 | 1776     | † um 1820      |                |                                                     |
| Ferdinand Helfricht           | 1829 | 1838     | * 1809, † 1892 | H F, HELFRICHT |                                                     |